# Gerrit de Veer
Gerrit de Veer (ca. 1570 - † después de 1598) fue un oficial neerlandés de la tercera expedición (1596-97) a la región ártica del navegante holandés, Willem Barents. 

## Biografía
Se convirtió en el cronista de la expedición al registrarla en su diario. En 1597, de Veer fue la primera persona en observar y registrar el espejismo polar conocido como Efecto Nueva Zembla, además del primer occidental en observar la hipervitaminosis A debido al consumo de carne de oso polar.
Su historia aparece recreada en la película Nova Zembla (2011).

## Literatura
- Gerrit de Veer: Beschreibung der drei Schifffahrten, um nach Cathay und China zu kommen. Hulsius, Nürnberg 1598. (Facsímil: Deutsches Schiffahrtsmuseum /Edition Stiedenrod/Oceanum Verlag, Wiefelstede 2010, ISBN 978-3-86927-107-1)
- Gerrit de Veer: Barentz i Heemskerck, voyageurs hollandais, París 1857.

- Datos: Q982932
- Multimedia: Gerrit de Veer / Q982932